# Hotel Bildungszentrum 21
Das ehemalige Hotel  Bildungszentrum 21 (Eigenschreibweise  hotel bildungszentrum 21) und jetzige Hotel Odelya ist ein Hotel in der Nähe des Spalentores in Basel, das nach der Mission 21 benannt ist. Das Hauptgebäude wurde 1858/1860 nach Plänen von Johann Jakob Stehlin der Jüngere für die Basler Mission errichtet und ist denkmalgeschützt.

## Geschichte

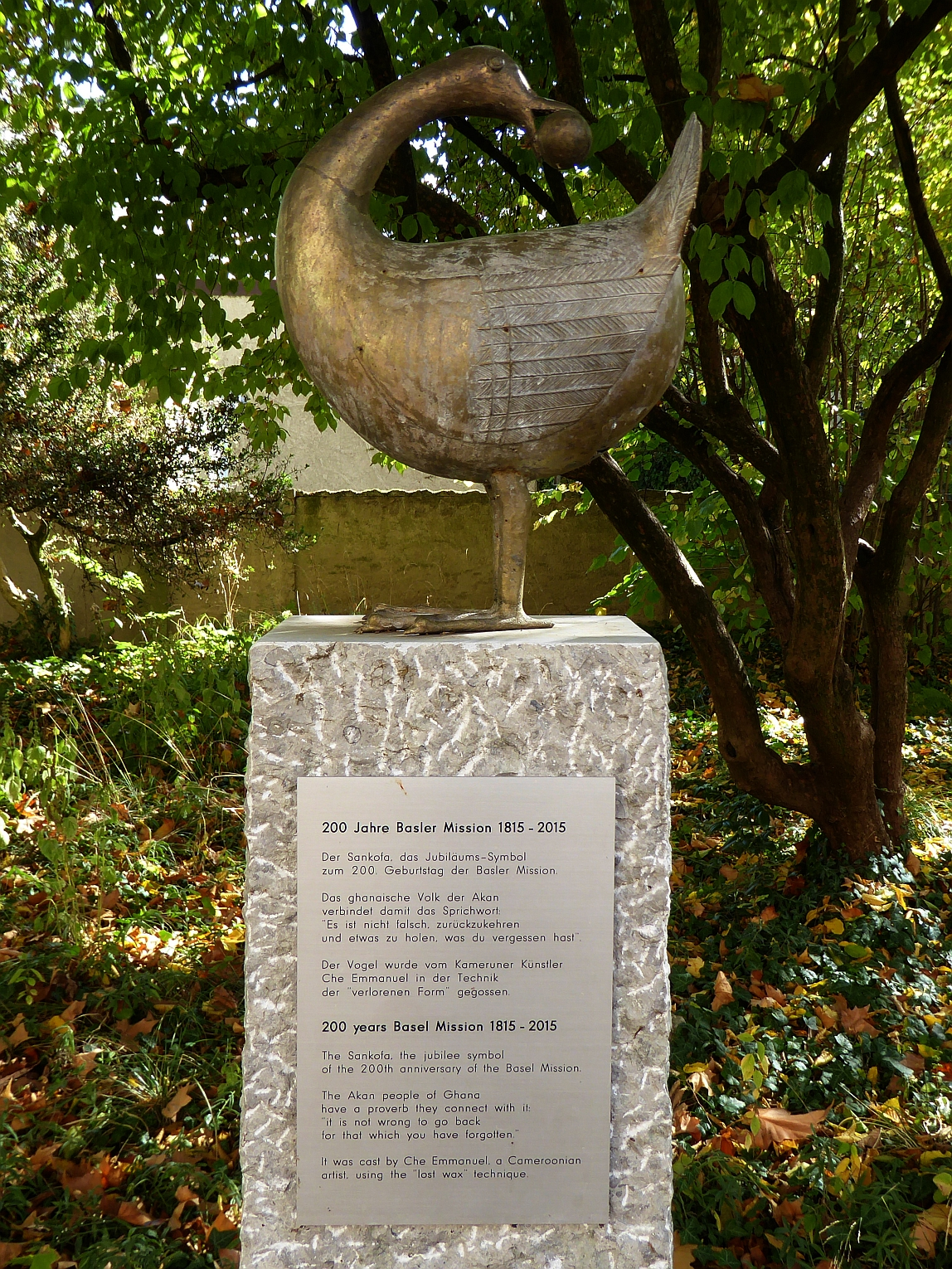
Skulptur zu 200 Jahre Basler Mission

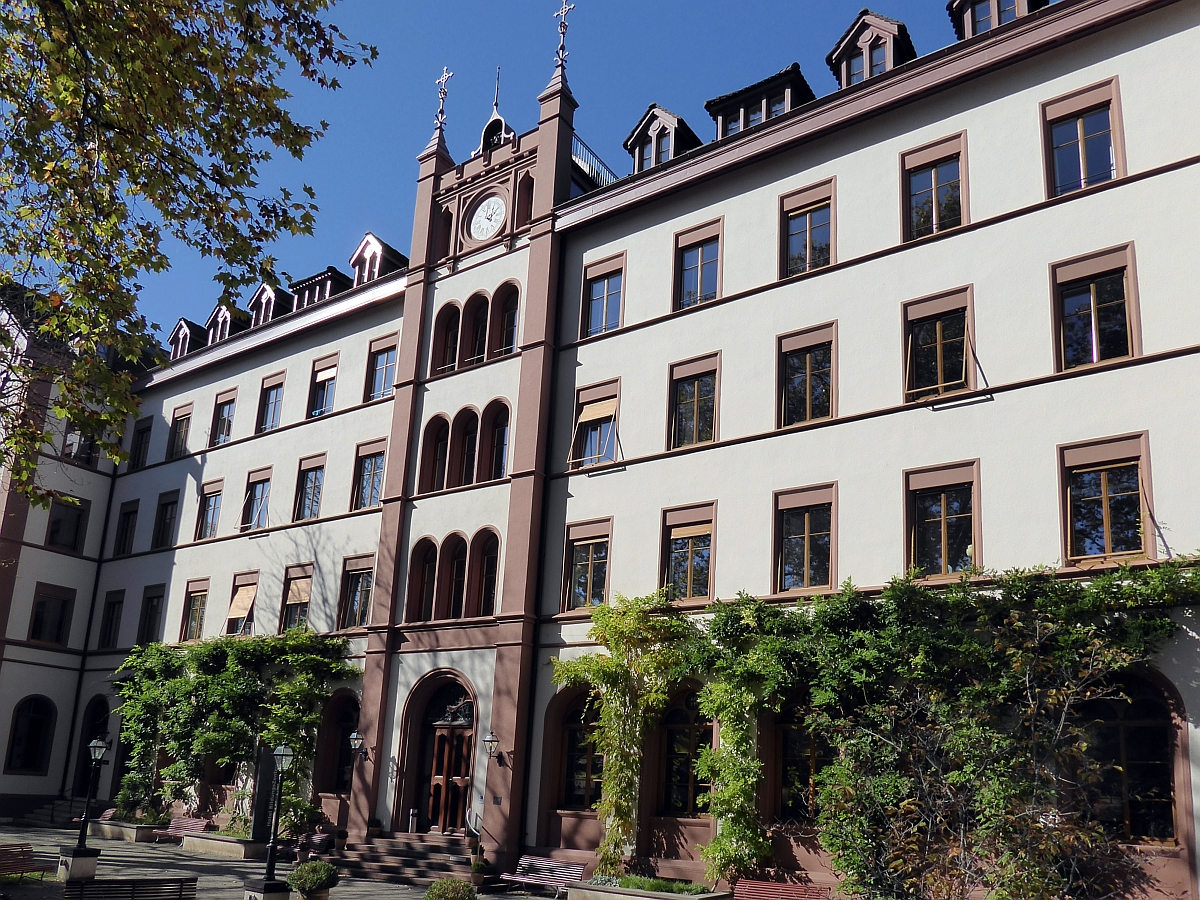
Hotel Bildungszentrum 21

Das Gebäude war bedeutend für das religiöse und soziale Leben in Basel von der Gründung 1815 bis zum Ersten Weltkrieg. Nach der Eröffnung 1860 diente das Missionshaus ein Jahrhundert lang der Basler Mission als Seminarhaus, in dem zukünftige Missionare ausgebildet wurden. Zudem hatte es von Anfang an einzelne öffentlich zugängige Gästezimmer und war Treffpunkt und Stätte der Weiterbildung von Theologen und Sprachforschern aus aller Welt, die die umfangreiche Bibliothek benutzten oder auf Durchreise waren. Nach dem Zweiten Weltkrieg begann ein Aufschwung.
Zu Beginn der 1950er Jahre wurde die Ausbildung der Missionare deutlich reduziert. Die freigewordenen Räume dienten als Büros für die Basler Mission und als zusätzliche öffentliche Herbergszimmer. Danach folgte eine Krise und grundlegende Veränderungen. 2001 entstand im Keller, im Erdgeschoss und in der südwestlichen Hälfte der Obergeschosse des Missionshauses das Bildungszentrum 21. Seitdem werden 18 Räume als Seminarräume genutzt. Theologen besuchen während eines Aufenthalts die Spezialbibliothek für kontextuelle Theologie der Mission 21.
Das Bildungszentrum 21 teilt sich das ehemalige Missionshaus mit der Mission 21 (einem evangelischen Missionswerk, das aus der Basler Mission, der Evangelischen Mission im Kwango, der Herrnhuter Mission und der Südafrika-Mission hervorgegangen ist, welche heute noch Trägervereine von Mission 21 sind). Die Gebäude samt Parkanlage sind nach wie vor im Besitz der Basler Mission.

## Park
An das Gebäude grenzt einer der grössten privaten Park Basels. Ursprünglich handelt es sich um einen Schulungsgarten für Missionare, die den Gartenbau erlernten, um sich in Übersee selber versorgen zu können.

## Berühmte Bewohner
Hermann Hesse war 1884–1886 Schüler im Missionshaus. Sein Zeugnis ist noch im Archiv der Mission 21 vorhanden. 1884 vermerkt es lapidar: „lügt.“